# Danny van Trijp
Danny van Trijp (* 24. Dezember 1996 in Etten-Leur) ist ein niederländischer Dartspieler.

## Karriere
Auf sich aufmerksam machte van Trijp erstmals auf der PDC Development Tour 2018, wo er alle Turniere spielte und zweimal das Halbfinale und ein weiteres Viertelfinale erreichte. Er beendete die dazugehörige Rangliste auf Rang 37 und qualifizierte sich somit für die PDC World Youth Championship 2018. Er verlor jedoch beide Gruppenspiele gegen Jeffrey de Zwaan und Lee Budgen und schied somit klar aus. Daraufhin nahm er erstmals an der European Q-School teil, wo er ein Achtelfinale erreichte, aber keine Tour Card gewann.
Daraufhin wurde van Trijp ein regelmäßiger Spieler der PDC Secondary Tours. So erreichte er am ersten Challenge Tour-Wochenende 2019 das Viertelfinale. Außerdem qualifizierte er sich als einer der Association Member-Qualifikanten für die European Darts Open 2019 in Leverkusen, verlor jedoch in der ersten Runde mit 3:6 gegen Adam Hunt. Außerdem kam er über den Host Nation Qualifier zu den Dutch Darts Masters 2019, wo er erstmals ein Spiel gewann. Mit 6:5 schlug van Trijp Keegan Brown, bevor er Ricky Evans mit 2:6 unterlag. Ebenfalls rückte er im August erstmals zu den Players Championships nach und gewann ein Spiel. In der Development Tour Order of Merit 2019 stand van Trijp auf Rang 19, womit er bei der PDC World Youth Championship 2019 erstmals gesetzt war. Er gewann sein erstes Spiel gegen Danny Key auch, schied dann aber mit 1:5 gegen Niels Zonneveld aus.
Bei der European Q-School 2020 erreichte van Trijp erneut ein Achtelfinale und noch dazu ein Halbfinale. Eine Tour Card erspielen konnte er sich jedoch erneut knapp nicht. Am 6. März 2020 debütierte er bei den UK Open und traf in der ersten Runde auf Boris Kolzow. Dieses Match könnte er mit 6:4 gewinnen. In der zweiten Runde wurde Danny van Trijp von William Borland mit 0:6 besiegt. Auf der durch die COVID-19-Pandemie stark gekürzte PDC Development Tour 2020 erreichte van Trijp ein Viertelfinale. Er gewann daraufhin bei der PDC World Youth Championship erneut nur ein Gruppenspiel und schied knapp aus.
Bei der Q-School 2021 spielte sich van Trijp klar über die Rangliste in die Final Stage, in der er jedoch nur zwei Punkte für die Rangliste erspielte. Für die Development Tour war van Trijp nun zu alt, er spielte daraufhin nur die European Challenge Tour, wo er ein Halbfinale und ein weiteres Viertelfinale erreichen konnte. Er beendete daraufhin die European Challenge Tour Order of Merit auf Rang 22.
Bei der Q-School 2022 erreichte van Trijp erneut klar die Final Stage, blieb jedoch wieder ohne Tour Card, dieses Mal deutlicher. Er errang daraufhin beim Turnier Nummer 9 der Challenge Tour seinen ersten internationalen Turniersieg. Er besiegte unter anderem Matthew Edgar, Christian Kist und im Finale mit 5:2 Lukas Wenig. Ein Turnier zuvor hatte van Trijp bereits das Finale gegen Stephen Burton verloren. Daraufhin wurde van Trijp ab Mai ein regelmäßiger Nachrücker auf die Pro Tour, wo er im Juli erstmals eine dritte Runde erreichte. Es folgte ein weiterer Challenge Tour-Titel bei Turnier 11 gegen Jelle Klaasen im Finale.
Als Associate Member kam van Trijp außerdem zu den German Darts Open, wo er nach einem 6:0-Sieg gegen John Henderson mit 3:6 Martin Schindler unterlag. Beim WDF Europe Cup 2022 verlor er mit dem niederländischen Team das Finale gegen England mit 8:9 und schied im Herreneinzel im Halbfinale gegen Teemu Harju durch eine 1:6-Niederlage aus. Beim Players Championship 27 stand van Trijp erstmals in einem Pro Tour Achtelfinale. Seine guten Challenge Tour-Leistungen bescherten van Trijp den dritten Platz in der Challenge Tour Order of Merit, was in diesem Jahr ausreichte, um sich für die PDC World Darts Championship 2023 zu qualifizieren und außerdem eine Tour Card für zwei Jahre zu sichern.
Bei der WM gewann van Trijp sein Auftaktmatch gegen Steve Beaton mit 3:0, bevor er mit 0:3 Jonny Clayton unterlag. Bei den UK Open 2023 unterlag van Trijp in seinem ersten Spiel Christopher Holt mit 3:6. Bei den Players Championships 2023 spielte sich van Trijp bei Turnier 17 ins Halbfinale, wo er Josh Rock unterlag. Eine Qualifikation für ein European Tour-Turnier oder ein weiteres Major gelang ihm jedoch nicht. Sein zweites Tour Card-Jahr verlief nicht sonderlich besser. Er verlor wieder sein Auftaktmatch bei den UK Open 2024 gegen Matthew Dennant und qualifizierte sich für kein weiteres Major. Auf der Pro Tour stand van Trijp zweimal im Achtelfinale, was jedoch nicht ausreichte, um die Tour Card zu halten.
Somit musste van Trijp an der Q-School 2025 teilnahmen, durfte aber in der Final Stage starten. Er erspielte zwei Ranglistenpunkte, womit er die Karte nicht zurückgewann. Er nahm daraufhin an den Dutch Open teil, wo er bis ins Halbfinale vordrang. Dieses verlor er allerdings gegen den späteren Titelträger Jeffrey Sparidaans mit 0:2 in Sätzen.

## Weltmeisterschaftsresultate

### PDC
- 2023: 2. Runde (0:3-Niederlage gegen  Jonny Clayton)

### PDC-Jugend
- 2018: Gruppenphase (2:5-Niederlage gegen  Jeffrey de Zwaan; 0:5-Niederlage gegen  Lee Budgen)
- 2019: Gruppenphase (5:3-Sieg gegen  Danny Key; 1:5-Niederlage gegen  Niels Zonneveld)
- 2020: Gruppenphase (4:5-Niederlage gegen  Justin Smith; 5:3-Sieg gegen  Rhys Griffin)

## Titel

### PDC
- Secondary Tour Events
  - PDC Challenge Tour
    - PDC Challenge Tour 2022: 9, 11
    - PDC Challenge Tour 2025: 13